# 杭州至德清市域铁路
杭州至德清市域铁路，原称杭州至德清城际铁路（简称杭德城际），是湖州首条自主建设、自主运营的市域铁路线路，亦是德清县最大的基础设施建设项目，截至2023年正在建设中，工程总投资约140.61亿元，起于杭州市余杭区仁和街道仁和北站，终于湖州市德清县德清高铁站，全长25.6公里，设站9座。项目工期为60个月，计划于2026年底建成通车。

## 线路信息
本线全长25.6km，项目全线设车站9座，由南至北分别为仁和北站、八字桥站、下渚湖站、地信小镇站、莫干山高新区站、千秋广场站、体育中心站、浙工大站、湖州德清高铁站，平均站间距3.15公里。
全线设一座车辆基地（舞阳车辆基地），位于中兴南路东侧、曲园南路西侧、东樵街南侧、宣杭铁路北侧地块内，设双出入线接轨于地信小镇站。在车辆基地内设本线控制中心。本线设置1座主变电所、1座35KV二级开闭站。
| 杭州城际铁路德清线车站列表 |          |        |          |              |
| 站名                       | 车站形式 | 出入口 | 换乘     | 位置         |
| 仁和北                     | 地下车站 |        | █ 10号线 | 杭州市余杭区 |
| 八字桥                     | 高架车站 |        |          | 湖州市德清县 |
| 下渚湖                     | 高架车站 |        |          | 湖州市德清县 |
| 地信小镇                   | 地下车站 |        |          | 湖州市德清县 |
| 莫干山高新区               | 地下车站 |        |          | 湖州市德清县 |
| 千秋广场                   | 地下车站 |        |          | 湖州市德清县 |
| 体育中心                   | 地下车站 |        |          | 湖州市德清县 |
| 浙工大                     | 地下车站 |        |          | 湖州市德清县 |
| 德清高铁站                 | 地下车站 |        |          | 湖州市德清县 |

## 列车
本项目采用市域A型车，最高运行速度120公里/小时，初、近、远期车辆编组分别为4/4/6辆。

## 历史
2018年11月23日，浙江省发改委公示《浙江省都市圈城际铁路二期建设规划环境影响报告书（简本）》，其中包括杭州至德清城际铁路在列，线路长度为34.6公里，设站12座，地下线比例56.3%。
2019年10月25日，德清县公共资源交易中心门户网站发布《杭州至德清城际铁路工程可行性研究及专题报告编制项目》招标公告，其中指出：杭德城际铁路由杭州地铁10号线一期终点站新兴路站引出，向北下穿G25长深高速后，沿仁和大道敷设，穿越仁和街道中心折向西沿启航路敷设，穿越东苕溪后，平行于长深高速公路进入德清县，之后沿规划杭德快速路敷设，穿越德清中心城区，止于宁杭高铁德清站；线路全长34.6公里，其中地下线19.5公里，占比56.3%，高架线及过渡段长约15.1公里；全线共设站12座，其中地下站9座。
2021年6月7日，国家发展改革委员会印发《长江三角洲地区多层次轨道交通规划》，杭州至德清线位列其中。
2021年7月27日，浙江政务服务网发布《杭州至德清市域铁路工程环境影响评价第一次公示》，公示段从杭州市境内的仁和北站引出，至湖州市德清县境内的德清高铁站止。
2021年11月2日，浙江省发改委批复《杭州至德清市域铁路工程可行性研究报告》。
2022年1月5日，浙江省省扩大有效投资重大项目集中开工活动举行，杭州至湖州德清市域铁路工程位列其中，标志着本工程已正式开工。
2023年6月，德清县轨道交通集团发布《杭州市城市轨道交通10号线三期工程环境影响报告书（征求意见稿）》，指名10号线三期（仁和南至仁和北站）建成后纳入杭德市域铁路统一运营。